# 오시노즈초역
오시노즈초역(일본어: 大篠津町駅)은 일본 돗토리현 요나고시에 위치한 서일본 여객철도 사카이 선의 철도역이다. 단선 승강장 1면 1선의 구조를 갖춘 지상역이다.

## 역 주변
- 아시아 박물관 · 이노우에 야스시 기념관

## 역사
- 1987년 11월 1일 : 사카이 선의 와다하마 역 - 오시노즈 역 간에, 미사키구치역으로 신설 개업. 같은 노선인 사카이 선 소속의 후지미초 역, 산본마쓰구치 역, 다카마쓰초 역, 바바사키초 역과 함께 같은 해 4월의 JR 서일본 발족 이래 첫 신설역임.
- 2008년 6월 15일 : 옆의 오시노즈 역이 요나고쿠코 역으로 개칭됨에 의해, 이 역도 오시노즈초역으로 개칭.

## 인접 역
| 서일본 여객철도 사카이 선 | 서일본 여객철도 사카이 선 | 서일본 여객철도 사카이 선    |
| ------------------------- | ------------------------- | ---------------------------- |
| 와다하마 요나고 방면      | ■ 사카이 선               | 요나고쿠코 사카이미나토 방면 |